# Я согласен на всё
«Я согласен на всё» (англ. I'll Do Anything) — американский кинофильм, снятый в 1994 году сценаристом и режиссёром Джеймсом Бруксом. Основной сюжет о неудачливом актёре, который вынужден забрать к себе шестилетнюю дочь, жившую до этого у матери.

## Сюжет
1980 год. Мэтт Хоббс не получает премию «Эмми» и ночью делает предложение своей девушке. Он говорит о своей преданности работе, на что девушка Мэтта Бет отвечает, что это ей в нём нравится. Год спустя у супругов уже ребёнок, Мэтт безработный, и это возмущает Бет. К 1993 году пара уже несколько лет в разводе. Актёр прослушивается на роль у напыщенного эгоиста, невежественного кинопродюсера Берка Адлера, но получает лишь работу шофёра Адлера, от которой отказывается.
Мэтт летит в Джорджию, как он считал, с коротким визитом, но узнает, что Бет посадили в тюрьму, поэтому Мэтту приходится забрать свою дочь Жанну. Мэтт возвращается в Голливуд, где ему предстоит построить отношения с шестилетней дочерью (поскольку последний раз он видел её, когда ей было четыре года).
Когда Мэтт идет на пробы на главную роль в фильме, он оставляет Жанну с другом в студии, а когда возвращается, узнаёт что его дочь была принята на роль в телевизионном комедийном шоу. Также в фильме показаны отношения Мэтта со сценаристкой Кэти Бреслоу, с монтажёркой Нан и её отношения с Адлером. Большая часть фильма представляет собой сатиру на киноиндустрию.

## Премьеры
- США — 4 февраля 1994 года
- Швеция — 1 июля 1994 года
- Филиппины — 13 июля 1994 года
- Австралия — 28 июля 1994 года
- Португалия — 29 июля 1994 года
- Аргентина — 29 сентября 1994 года
- Испания — 1 декабря 1994 года

## В ролях
- Ник Нолти — Мэтт Хоббс
- Джули Кавнер — Нан
- Джоэли Ричардсон — Кэти Бреслоу
- Иэн МакКеллен — Джон Макэлпайн
- Энн Хеч — Клэр
- Альберт Брукс — Берк Адлер
- Уиттни Райт — Жанна Хоббс
- Трейси Ульман — Бет Хоббс
- Викки Льюис — Милли
- Анджела Альварадо — Люси